# Griekwastad
Griekwastad (Afrikaans per "Ciutat Griqua") és una ciutat de l'interior de Sud-àfrica. És encara de vegades anomenada Griquatown, un nom que és ara considerat històric. La ciutat és a la Província de Nothern Cape de Sud-àfrica a 168 quilòmetres a l'oest de la ciutat de Kimberley. Fou la primera ciutat establerta en el territori al nord del riu Orange.

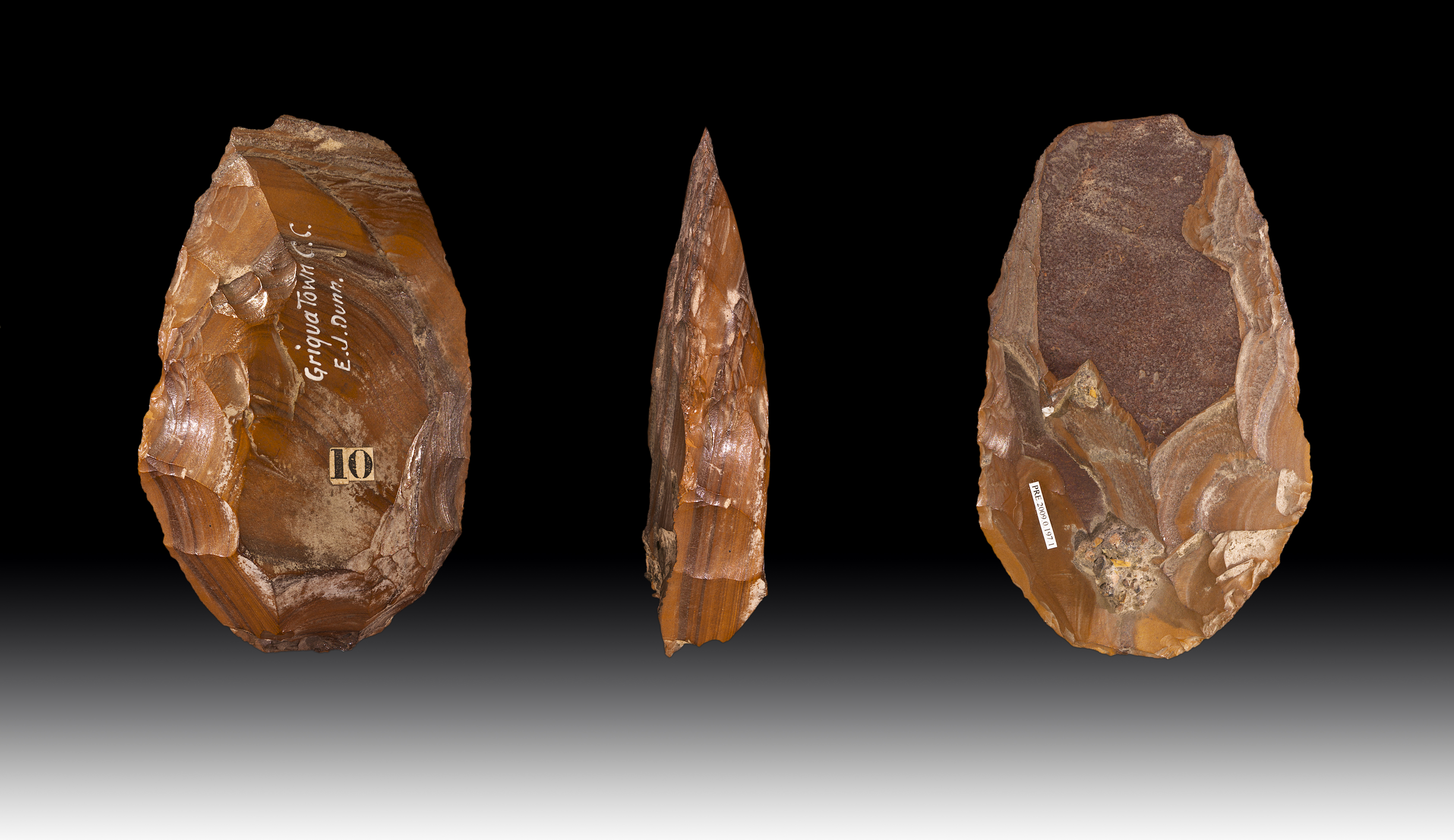
Sílex Bifacial Paleolític Inferior antiga col·lecció d'Edward John Dunn

## Història
El 1801 William Anderson i Cornelius Kramer, de la London Missionary Society, van establir una estació entre els griques a Leeuwenkuil. El lloc es va demostrar massa àrid pel cultiu. Vers aproximadament 1805 van moure l'estació a una altra font més amunt de la vall i la van anomenar Klaarwater. La seva segona elecció no fou gaire millor que la primera, i durant molts anys una manca d'aigua considerable va impedir qualsevol desenvolupament. El nom del poblament va ser canviat més tard a Griquatown o Griekwastad en afikaans. L'habitava una comunitat nòmada mixta de la tribu chaguriqua i "bastards" (persones d'origen mixt) de Piketberg. Els seus dos dirigents Andries Waterboer i Adam Kok II més tard va tenir una disputa i Kok la va deixar per Philippolis.
De 1813 a 17 de juliol de 1871, la ciutat i la seva àrea circumdant fou coneguda com a Terra de Waterboer. Waterboer mateix vivia allí en un "palau", el qual en realitat era una casa amb sis habitacions. Un monument a Waterboer es va aixecar més tard prop de l'hospital de la ciutat .
Robert Moffat i la seva muller Mary, en el seu viatge a la ciutat de Kuruman, van parar a Griquatown quan la seva filla, de nom també Mary (més tard esposa de David Livingstone) va néixer el 1821. Hi ha ara un museu que li és dedicat en lloc del fundador de la ciutat, William Anderson.
Griekwastad fou més tard la capital de Colònia britànica Griqualand Occidental de 1873 a 1880, amb la seva bandera pròpia i moneda, abans que va ser annexionat a la Colònia del Cap.
Avui dia, la ciutat és més coneguda per les pedres semiprecioses trobades allà, particularment l'ull de tigre i el jaspi. Les granges d'ovelles d'una raça sud-africana ara també es troben a Austràlia

## Crim
Un infame assassinat es va produir en una granja de Griekwastad el divendres de Pasqua de 2012. Un jove de 17 anys va ser acusat dels assassinats del granger de Northern Cape Deon Steenkamp, de 44 anys, la seva muller Christelle, de 43, i la filla Marthella, de 14. El fill, Don Steenkamp, de 17, l'únic membre supervivent i germà a Marthella, va matar per heretar una major participació de les herències paternes. Don Steenkamp fou anomenat l'assassí de Griekwastad. Una Novel·la de Crims es va escriure sobre aquests famosos assassinats per un dels reporters principals de Sud-àfrica, Jacques Steenkamp, titulada "Els assassinats de Griekwastad: El Delicte que va sacsejar Sud-àfrica".